# 육엽
육엽(陸曄, 261년 ~ 334년)은 중국 서진의 관리이다. 자는 사광(士光)이며, 오군(吳郡) 오현(吳縣) 사람이다.

## 가계
고평상(高平相), 원외산기상시(員外散騎常侍)였던 육영(陸英)의 아들이다. 오에서 이부상서(吏部尙書)를 지낸 육희(陸喜)는 그의 큰아버지이고, 육기(陸機)는 그의 사촌형이며, 육완(陸玩)은 그의 친동생이다.

## 생애
함화 9년(334년) 9월 무인일, 74세의 나이로 병으로 사망하였다.